# بطولة أوروبا لكرة السلة 2017–18
بطولة أوروبا لكرة السلة 2017–18 هو الموسم 3 من  كأس فيبا أوروبا. أقيم خلال الفترة 19 سبتمبر 2017 وحتى 2 مايو 2018، وأشرف على تنظيمه الاتحاد الأوروبي لكرة السلة، وفاز فيه رير فينيزيا مستري.